# Charley Eugene Johns
Charley Eugene Johns, född 27 februari 1905 i Starke, Florida, död 23 januari 1990 i Gainesville, Florida, var en amerikansk politiker. Han var Floridas guvernör 1953-1955. 

## Biografi
Johns, som var baptist, var en konservativ demokrat som förespråkade rassegregering. I Floridas senat ledde han undersökningar i McCarthyismens anda som ledde till att många professorer miste sina ämbeten antingen på grund av sina politiska åsikter eller sin sexuella läggning.
Guvernör Daniel T. McCarty avled 1953 i ämbetet och efterträddes av Johns som hade tidigare samma år tillträtt som talman i delstatens senat. Johns förlorade i demokraternas primärval inför 1954 års förtida guvernörsval mot utmanaren LeRoy Collins.
Johns är känd för sin verksamhet som ordförande i Florida Legislative Investigation Committee, ett utskott i Floridas legislatur som från och med 1956 undersökte aktiviteter av kommunister, medborgarrättsaktivister och homosexuella. Utskottet kallades allmänt "Johns Committee". Över 100 universitetsanställda i Florida hade tvingats avgå fram till 1963 som resultat av undersökningarna. Utskottet förlorade 1964 sin finansiering efter publiceringen av rapporten Homosexuality and Citizenship in Florida. I rapporten förekommer bilder som föreställer homosexuella akter och exemplar av den såldes som porr i New York.